# ورزشگاه شهید شیرودی
ورزشگاه شهید شیرودی یا ورزشگاه امجدیه یک ورزشگاه دو و میدانی واقع در خیابان شهید مفتح تهران است که تا پیش از ساخت ورزشگاه آزادی ورزشگاه نخست تهران و بزرگ‌ترین ورزشگاه فوتبال در تهران بود و بازی‌های خانگی تیم ملی ایران و دو تیم بزرگ پایتخت تاج و شاهین در آن برگزار می‌شد. اما با ساخت ورزشگاه آزادی در غرب تهران این ورزشگاه دیگر آن رونق پیشین را از دست داد، تا جایی که به دلیل مسائل امنیتی (به دلیل جای داشتن در مرکز شهر) مسئولان اجازهٔ برگزاری بازی‌های مهم فوتبال در آن را ندادند. 
این ورزشگاه در مجموعه ورزشی شهید شیرودی و در خیابان شهید مفتح در تهران قرار دارد.
پیش از انقلاب اسلامی ایران نام این مجموعه ورزشی امجدیه تهران بود.
این مجموعه در بر گیرنده ۳ استخر سرپوشیده و یک استخر روباز مناسب مسابقات است. همچنین دارای دو زمین فوتبال، سالن تمرین و مسابقه کشتی، کاراته، بوکس است.

## پیشینه

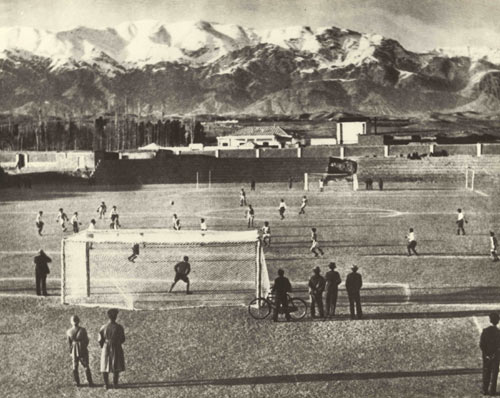
ورزشگاه امجدیه در دهه ۱۳۱۰

در سال ۱۳۰۶ خورشیدی، ۱۹ سال پیش از آن که فدراسیون فوتبال ایران بنیاد نهاده شود، در زمین بالای دروازه دولت، نخستین رقابت مستقیم فوتبال ایرانیان و انگلیسی‌ها برگزار شد، یعنی تقابل نفرات برتر فوتبال تهران با اعضای سفارت انگلیس. پیروزی زائدالوصف ۵ بر ۲ ایرانیان بر انگلیسی‌ها که خود مهد فوتبال بودند نه تنها موجی از شادی را در شهر موجب شد، که باعث شد رضاشاه ضمن صدور پیام تبریک، دستور ساخت یک استادیوم فوتبال را برای تهرانی‌ها بدهد. به فرمان رضاشاه، محمدعلی فروغی رئیس الوزرا مامور شد هیاتی را برای ساخت یک ورزشگاه بزرگ برگزیند و چون امور ورزشی مربوط به وزارت معارف و اوقاف بود، کفیل آن وزارتخانه آقای علی اصغر حکمت با یکی از معماران مقیم ایران بنام نیکلای مارکوف قراردادی بست تا مقدمات ایجاد ورزشگاه فراهم شود.  در آن موقع تهران شهری کوچک بود و در داخل شهر زمین مناسبی برای احداث ورزشگاه وجود نداشت. بنابراین در بیرون دروازه دولت و محلی که اصطلاحا آخر عباس آباد نامیده می شد زمینی را که جنب باغ بزرگی بنام امجدیه بود در نظر گرفته شد . زمین ورزشگاه امجدیه با لایحه‌ای که در مجلس تصویب شد برای ساخت یک زمین رسمی فوتبال خریداری شد. این زمین از فردی به نام امجد نظام (یا امجدالسلطنه) به قیمت متری ۲۴ ریال خریداری شد. از این رو این ورزشگاه، «امجدیه» نام‌گذاری شد.
لازم است ذکر شود که زمین بخش دوم ورزشگاه شامل زمین شماره ۲ فوتبال، زمین های تنیس و استخر شنا توسط جانشین آقای حکمت، اسماعیل مرآت، به قیمت متری ۴۷ ریال خریداری شد. روز شانزدهم تیر ۱۳۱۳ معامله احداث ورزشگاه انجام شد و مهندس مارکوف که تعهد کرده بود در سریع ترین زمان و با کمترین مبلغ ورزشگاه را بسازد دست بکار شد و اولین کلنگ را بر زمین زد. زمینی که برای احداث ورزشگاه در نظر گرفته شده بود ۳۱۲۲۷۸/۲۴ متر مربع مساحت داشت و قرار بود میدان اصلی ورزشگاه که میبایست اکثر بازی های میدانی در آن برگزار شود ۱۶۴ متر طول و ۱۰۷ متر عرض داشته باشد. کمی بعد از آغاز ساختمان به عللی ادامه کار متوقف شد تا اینکه در هفتم مرداد ۱۳۱۵ دوباره کارهای ساختمانی آغاز شد و به‌سرعت ادامه یافت. ساختمان این ورزشگاه در سال ۱۳۱۷ به پایان رسید و در ۳ شهریور ۱۳۱۸ نخستین مسابقات رسمی در این ورزشگاه برگزار شد، به نوعی این ورزشگاه رسماً گشایش یافت.
این ورزشگاه که دور تا دور آن جایگاه تماشاگر دارد، محل بسیاری از رویدادهای تاریخی و به‌یاد ماندنی فوتبال ایران بوده‌است. 
نخستین راهیابی فوتبال ایران به بازی‌های المپیک (المپیک ۱۹۶۴ توکیو) با پیروزی بر هندوستان، نخستین قهرمانی جام ملت‌های آسیا با پیروزی بر تیم اسرائیل و نخستین قهرمانی در جام باشگاه‌های آسیا در امجدیه صورت گرفت.
در یکی از مسابقات سال ۱۳۴۷ در ورزشگاه امجدیه که بیش از ۳۰ هزار نفر تماشاگر به ورزشگاه آمده و شمار بسیاری در بیرون از ورزشگاه ماندند مسئولان وقت به فکر ساخت  ورزشگاه آزادی بیافتند.

## تاریخچه ساخت ورزشگاه امجدیه
```
تاریخچه احداث ورزشگاه شهید شیرودی(امجدیه)سرگذشت واقعی نه تکرار داستانهای تخیلی
[
۴
]
```

تهران شهرنامها بوده و هست از دیرباز تاکنون، قدیمی ترین خیابانش را "ری"نام نهادند و در روزگار پادشاه  قدر قدرتی مثل ناصرالدین شاه، خیابان احداث شده روبروی کاخ گلستانش را خیابان مبارکه ناصریه، و به همین گونه هرکه قدرت و مکنتی داشت آن محله و خیابان، به نام او بود. خیابان علاءالدوله را امروز فردوسی می نامیم. جلیل آباد ،خیام نام دارد. خیابان صنیع الدوله که بعدها آن را لُختی می گفتند، امروز نام سعدی برخودگرفته و خیابان دلقک دربار ناصری که روزگاری بخشی از زمین های اطراف خندق عتیق تهران را دراختیار داشت ، امروز مولوی است و دیگر کسی به راسته میدان قیام (میدان شاه سابق) تا چهارراه مولوی "اسمال بزاز" نمی گوید. تغییر نام ها در تهران، طی سالهای پس از پیروزی انقلاب اسلامی  نیز ادامه داشته و دارد و بخشی از هویت شهر تهران ، با این تغییر نام ها پیوند خورده است.
«شناسنامه نویسی» برای تهران سال ها است که رواج یافته واز زمانی که اینترنت و فضای مجازی یار و یاور "آگاهی" مردم شده، هرچه در آن به چشم بخورد، برای بسیاری از روزنامه نگاران و اهل قلم «حُجت» است و قابل اعتماد، به خصوص در ویکی پدیا، که نور چشم است و مأخذ اصلی بسیاری از تاریخ نگاران و تهران نویسان عصرما،همانند سردبیر سابق «همشهری ورزشی» که طی یادداشتی به نام خود،از تاریخچه ورزشگاه امجدیه گفته بود و مطلبش چیزی بیش از کپی نعل به نعل مطلب ویکی پدیا نبود.
ازطریق دوستان شماره تلفن ایشان را به دست آوردم وبعد از معرفی کامل خودم، پرسیدم:
«این تاریخچه ی ورزشگاه امجدیه را ازچه مأخذ یا منبعی استخراج نموده و قلمی فرموده اید؟» پرسید: شما؟ مجددا خودم را معرفی کردم. با لحنی حاوی و حاکی از تبختر و غرور و تکبر فرمودند: «سایت ورزشگاه شهید شیرودی» و وقتی گفتم: «چنین نیست و اشتباه کرده اند و "امجد نظام" و "امجد السلطانی درکار نبوده»، سخنم را نیمه کاره گذاشت او گفت: «نه، آقا! اشتباه می کنید. تحقیق کرده ام، کاملا درست است!» از این دست تاریخ نگاری ها را نزد  حمیدرضا صدر- که گویا دایرة المعارف فوتبال ایران و جهان،به خصوص برای شبکه سه و در ایام برگزاری جام جهانی هستند - نیز دیده و خوانده ام، که درباره ی امجدیه و تاریخچه اش، نوشته ای شبیه به مطلب دانش نامه ی ویکی پدیا دارند. و چنین می شود که تاریخ می نویسیم؛ همانند «دکتر محمدرضا چیت ساز» که در صفحه ی ۷۷ شماره ی ۲۹ قهوه، مرقوم فرموده اند: «مجلس شورای ملی در سال ۱۳۰۵ لایحه ای تصویب کرد تا برای ساخت یک ورزشگاه فوتبال زمینی خریداری شود. بودجه ای که برای این کار در نظر گرفته شد، ده هزار تومان بود. سال بعد [۱۳۰۹] زمین از فردی به نام امجدنظام أمجد السلطنه) خریده شد. امجد نظام شرط کرد اگر ورزشگاه به اسم او نام گذاری شود، زمین را با مبلغ کمتری می فروشد. طرح نخستین زمین فوتبال را ماکسیم سیرو با کمک مهندس سعید و مهندس نیکلای مارکف و با گنجایش بیست و پنج هزار نفر آماده کرد و امجدیه  در سال ۱۳0۸ چمن شد.»
ایشان به منبع و مأخذ خاصی اشاره نکرده اند و در انتهای مقاله  خود، تنها از دو منبع نام برده اند: سایت فدراسیون فوتبال ایران (ffir.ir ) و ایضا نوشته ی  مصطفا کیانی تحت عنوان معماری دوره پهلوی اول، مؤسسه ی مطالعات تاریخ معاصر ایران تهران، ۱۳۸۶، ص ۲24.
این عبارات، که عینا در دانش نامه کذایی ویکی پدیا آمده و به همین شکل دل بسیاری از سایت ها کپی شده و به عنوان منبع و مأخذی معتبر به صفحه های جراید راه یافته، نه تنها سندیت ندارد، بلکه "جعل مطلق" است ؛ سال ساخت امجدیه ،  معمار آن، و فردی که زمین را فروخته یا اهدا کرده تمام ساخت و پرداخته ی تاریخ سازان است. این ورزشگاه نه در سال ۱۳۰۶، که هشت سال بعد ساخته شد. نیکلای مارکف گرجستانی الاصل روسی - که یکی از چندین معمار فرنگی دربار رضا شاه بود - دخالتی در ساخت امجدیه نداشت. زمین ورزشگاه هم مستقیما از امجد نظام یا أمجد السلطنه خریداری نشد تا شرط بنهد که باید نام من بروی ورزشگاه گذاشته شود . برای کشف حقیقت به میان صفحه های تاریخ می رویم تورقی می کنیم و برای دستیابی به تاریخچه واقعی این بنا به کاوش می پردازیم؛ با این امید که پس از ارائه ی اسناد متقن و منابع قابل اعتنا و اشاره، این گونه وارونه نویسی تاریخ تهران، و استناد به دانش نامه های بی پایه و اساسی مثل ویکی پدیا منقطع شده و رو به کاهش نهد.
مرحوم «سعید نفیسی که عمده ی مطالب مربوط به تاریخ تهران را از حافظه اش می نوشت، و گاه دچار خلط و اشتباه می شد، درباره ی امجدیه نوشته است: «در جنوب ورزشگاه امجدیه ی امروز هم باغ بسیار بزرگی بود متعلق به «امجد الوزرای قزوینی» که نام امجدیه از همان زمان است و این باغ امجدیه چون دور از شهر و کنار افتاده بود، میعادگاه کسانی بود که می خواستند در گوشه ای خلوت و دور از اغیار [...] شب و روزی را به سر کنند.» [1]و در بخش دیگری از خاطراتش، بار دیگر درباره ی امجدیه، این گونه می نویسد: «در جایی که حالا ورزشگاه امجدیه است و آن زمان در بیرون شهر بود، باغ بسیار بزرگی بود، به همین نام «امجدیه» که تعلق داشت به «مجد الوزراء نامی از اعیان قزوین، اما در این باغ منزل نداشت و گویا در تهران کمتر می ماند. این خیابان روزولت امروز از آن باغ امجدیه بالاتر نمی رفت. در همین جایی که امروز میدان و چهارراه سعدی و روزولت و خیابان شاهرضا است، محوطه ای بود، که یکی از دروازه های شهر، دروازه دولت را، در آن ساخته بودند و این قسمت قهرا بیرون شهر به شمار می رفت. این باغ در بزرگی در زاویه ی جنوبی داشت و در دو طرف آن چهار اتاق کوچک ساخته بودند که منزل باغبان و خانواده ی او بود.»[2] سعید نفیسی نیز دچار اشتباه شده است. هرچند که امجد الوزرا، به امجدیه نزدیک تر است تا مجد الوزرا، ولی به هرحال، شباهت نزدیکی به هم دارند. اما روایت صحیح چیست؟
علی اصغرحکمت، وزیر معارف، فرهنگی کشور و بهداری دوران پهلوی اول و دوم، درباره ی چگونگی ساخت ورزشگاه امجدیه چنین می نویسد:
«اقدام دیگری که از طرف وزارت معارف در پیروی ازامر شاهنشاه [رضاشاه] به عمل آمد، تأسیس کلوب های ورزشی و مخصوصا بازی های پهلوانی مانند فوتبال و غیره بود. برای این کار در شهر پایتخت،چهار زمین وسیع درچهار نقطه ی شهر: شمال (اراضی باغ امجدیه)، شرق (اکبرآباد دولاب)، غرب (اراضی پشت باغشاه)، جنوب (اراضی معروف به باغ فردوس نزدیک بیمارستان شیر و خورشید سرخ) خریداری و به نام وزارت معارف قباله شد که همه هنوز موجود است.
بدین ترتیب میدان های نسبتا وسیع در چهار نقطه ی شهر به وجود آمد که دانش آموزان مدارس هرکدام در ناحیه ی خود به آنجا رفته، به تمرین و ممارست مشق های بدنی پرداختند. از این میدان ها، آن که از همه وسیعتر بود، بیرون دروازه ی دولت معروف به باغ امجدیه بود که به مساحت بیست ویک هزار ذرع مربع (هر ذرع ۱۰ سانتی متراست) از مرحوم حاجی مهدی قلی مخبرالسلطنه ی هدایت از قرار ذرعی سه قران خریداری شد. در اوایل سال ۱۳۱۲ در میدان ورزش امجدیه طرح بنای یک ورزشگاه عمومی استادیوم (stadium) ریخته شد و بر طبق نقشه ی موسیو سیرو، مهندس فرانسوی، آغاز گردید که جایگاه های مدرج گرداگرد آن محوطه گنجایش پانزده هزار تماشاچی را دارد. در پاییز آن سال وقتی که دیوارهای آن ورزشگاه بالا رفته و نقشه ی آن نمودار می شد، شاهنشاه شبی در جلسه ی هیأت وزرا از وزیر معارف سؤال کردند: «این قلعه ی مدوّر که در بیرون دروازه ی دولت می سازید برای چیست؟» وی در پاسخ عرض کرد: این ورزشگاهی است که به سبک استادیوم های فرنگستان ساخته می شود و در آن جا جوانان زورآزمایی و هنرنمایی می کنند. صبح فردای آن شب، شاهنشاه بدون اطلاع قبلی شخصا به آنجا رفته و آن بنا را دقیقا بازدید فرمودند و طرح سبک آن بنا را پسندیده و در خاطر خطیرشان موقع قبول یافت، به طوری که به وزارت کشور امر فرمودند به شهرداری های ولایات دستور دهند که در همه ی شهرستان ها هم چنان ورزشگاهی بنا نمایند.[3]
باید اذعان داشت که بسیاری از ساخت و سازهای روزگار پهلوی اول، به سرعت از قوه به فعل درمی آمد و تعللی در کار نبود؛ همانند راه آهن، جاده ی کندوان، کاخ های مرمر (۱۳۰۸ تا ۱۳۱۲) و کاخ سنگی (شهوند). اساسا چون پهلوی اول، در روزگاری که در قزاقخانه بود، آشنایی کاملی با اصول معماری و بنایی یافته بود، اجازه نمی داد تا زمان از دست برود. در خاطرات حسین لرزاده، این امر به تصریح آمده است.؛ «جاده چالوس که به رغم وجود رشته کوه البرز می بایست ده ها تونل در آن احداث می شد، تنها طی هفت سال (۱۳۱۰ تا ۱۳۱۷) تکمیل شد؛»[4] حال چه طور می توان پذیرفت که احداث ورزشگاه امجدیه در سال ۱۳۰۵، آن هم در قلب تهران شروع و در سال ۱۳۱۹ تمام شده باشد؟!
چنان که مرحوم ملک الشعرای بهار در قصیده های بیست و پنج بیتی، تحت عنوان «تنازع بقا» به تاریخ افتتاح این ورزشگاه پرداخته، امجدیه، طی سه سال (از ۱۳۱۶ تا ۱۳۱۹) ساخته شد. در دیوان مرحوم بهار آمده است: در سال ۱۳۱۹ خورشیدی، بنای ورزشگاه بزرگ امجدیه در تهران به پایان رسید زمین این مجموعه ورزشی از فردی به نام امجدنظام خریداری شد که شرط نهاده بود که در صورت نام‌گذاری ورزشگاه به نام او، تخفیف ویژه‌ای در فروش زمین بدهد. از این رو این ورزشگاه، «امجدیه» نام‌گذاری شد. این ورزشگاه در ۲۹ اردیبهشت ۱۳۶۰ به یاد علی‌اکبر شیرودی به ورزشگاه شهید شیرودی تغییر نام داد.

## رخدادهای مهم
تا پیش از ساخته شدن ورزشگاه آریامهر (ورزشگاه آزادی)، ورزشگاه امجدیه ورزشگاه خانگی بسیاری از تیم‌های فوتبال تهران از جمله استقلال، شاهین، پرسپولیس،
دارایی، تهران‌جوان و پاس تهران و همچنین تیم ملی فوتبال ایران بود.
با ساخت ورزشگاه آزادی در غرب تهران و به دلیل جایگیری امجدیه در مرکز پایتخت، مسئولان دیگر اجازه ندادند بازی مهم فوتبال در آن برگزار گردد و از آن پس بدل به یک ورزشگاه دوومیدانی شد.

### رخدادهای ورزشی
از میان رخدادهای بزرگ روی داده در این ورزشگاه می‌توان موارد زیر را نام برد:
- راهیابی تیم ملی فوتبال ایران به (المپیک ۱۹۶۴ توکیو)
- میزبانی جام ملت‌های آسیا ۱۹۶۸ و برگزاری جشن نخستین قهرمانی ایران در جام ملت‌های آسیا
- میزبانی مسابقات باشگاهی قهرمانی آسیا ۱۹۷۰ و برگزاری جشن قهرمانی تاج تهران
- میزبانی از مرحله مقدماتی بازی‌های آسیایی ۱۹۷۴ در کنار ورزشگاه‌های ورزشگاه آریامهر (آزادی) تهران و ورزشگاه آپادانا
- میزبانی شهرآورد تاج و شاهین
- میزبانی مسابقات فوتبال جوانان آسیا در سال ۲۰۰۰

### رخدادهای سیاسی و اجتماعی

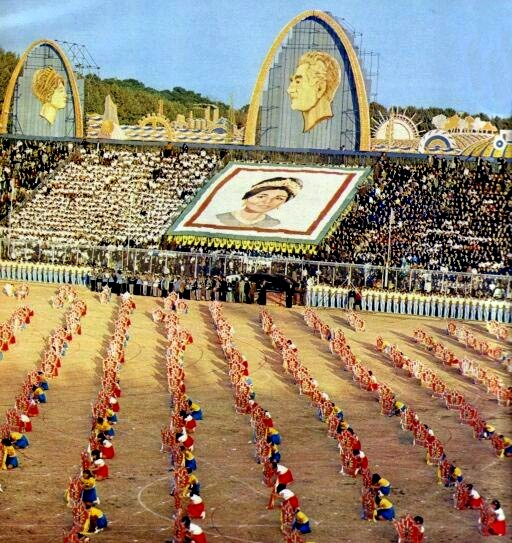
گوشه‌هایی از جشن‌های تاج‌گذاری محمدرضا پهلوی در ورزشگاه امجدیه

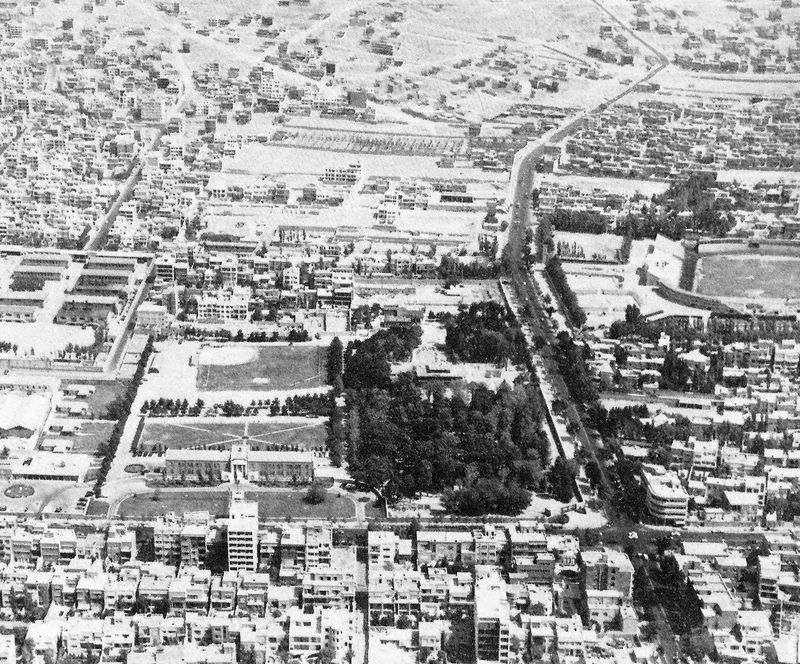
فاصله کوتاه میان سفارت آمریکا در تهران و ورزشگاه امجدیه. (تصویر مربوط به دهه‌های میانی سده بیستم میلادی)

- اسفند ماه ۱۳۳۹، بازدید ملکه الیزابت دوم از برنامه ورزشی و هنری دختران و پسران جوان و همچنین تماشای ورزش باستانی در ورزشگاه امجدیه[۹]
- در جشن‌های تاج‌گذاری محمدرضا پهلوی در آبان ۱۳۴۶، بسیاری از رویدادهای این جشن در ورزشگاه امجدیه اجرا شد.[۱۰] از آن میان می‌توان به رژه تاجگذاری اشاره کرد.[۱۱]
- گردهمایی و میتینگ هواداران قانون اساسی مشروطه (هواداران نخست‌وزیر وقت شاپور بختیار) در تاریخ ۲۰ بهمن ۱۳۵۷[۱۲][۱۳]
- ۵ اردیبهشت ۱۳۵۹، در طرح عملیات پنجه عقاب (در ایران با نام عملیات طبس شناخته شده) قرار بود که تکاوران نیروی دلتا با پرواز بالگرد از طبس راهی سفارت اشغال شده آمریکا در تهران شوند. به دلیل نزدیکی استادیوم امجدیه به سفارت آمریکا، قرار بود تکاوران از این ورزشگاه به سفارت راه یافته و پس از آزادی گروگان‌ها با بالگردها از ورزشگاه امجدیه به سمت طبس و از آنجا به سوی ناوهای آمریکایی پرواز کنند.[۱۴] این طرح با رخ دادن طوفان شن در طبس شکست خورد.[۱۵]
- میتینگ سازمان مجاهدین خلق در ورزشگاه امجدیه در تاریخ ۲۲ خرداد ۱۳۵۹[۱۶]
- در هفدهم مهر ۱۳۶۳، سیل جمعیت بی‌شمار در امجدیه منتظر بود تا پس از بازی نفت با بانک ملی، دیدار پاس و پرسپولیس از سری مسابقات جام باشگاه‌های تهران را تماشا کند. هجوم هواداران آن چنان بود که شماری از جمعیت، ناگزیر وارد پیست دوومیدانی و زمین شدند. هیئت فوتبال تهران زمانی متوجه شد سپردن میزبانی بازی پرسپولیس و پاس به امجدیه اشتباه است که به جای بازیکنان، مردم وسط زمین بودند. بلندگوی ورزشگاه اعلام کرد به دلیل استقبال زیاد، بازی را بدون فروش بلیت در ورزشگاه آزادی برگزار خواهد کرد. اما تماشاگران خشمگین به زمین چمن هجوم آوردند و تشک‌های پرش ارتفاع و پرش با نیزه را آتش زدند و به سردادن شعار، شکستن شیشه‌های ورزشگاه و کندن تیر دروازه‌ها پرداختند.[۶] پس از این رخداد، رئیس هیئت فوتبال تهران بازداشت و با قرار وثیقه روانه زندان شد و پس از آن بازی‌های پرسپولیس هرگز در ورزشگاه شهید شیرودی برگزار نشد.[۶]
- بیست و هفتم بهمن ۱۳۶۸ قرار بود هفته آخر جام باشگاه‌های تهران برگزار شود. پرسپولیس و ژاندارمری ساعت ۱۵ در ورزشگاه آزادی و همزمان با آن، استقلال با پاس در ورزشگاه شیرودی. از آنجا که پرسپولیس تنها با نیم امتیاز برتری از استقلال پیش بود، اوج حساسیت برقرار بود.[۶] اگر چه هوا کاملاً آفتابی بود، اما به دلیل بارندگی شدید شب پیش از آن، هیئت فوتبال تهران در صبح روز مسابقه تصمیم به لغو بازی‌ها می‌گیرد. با این حال نخستین بخش خبری صداوسیما که هواداران را مطلع می‌سازد، ساعت ۱۴ رادیو است. بسیاری از ساعت‌ها قبل مقابل ورزشگاه امجدیه حاضر شده بودند و تعداد پرشماری نیز از تهران و شهرستان‌ها در مسیر. این بار همه جا خیس است و برخلاف شورش سال ۶۳، چندان دود و آتشی در کار نیست و مردم تأسیسات امجدیه را تخریب نمی‌کنند. اما به سر دادن شعارهای سیاسی اقدام می‌کنند.[۶] سر دادن شعار «مرگ بر جمهوری اسلامی» در قلب تهران، آن هم درست پنج روز بعد از راهپیمایی ۲۲ بهمن، برای مسئولان دولت گران تمام می‌شود و به موضع‌گیری رئیس وقت سازمان تربیت بدنی و وزیر کشور وقت منجر می‌شود که هشدار به برخورد شدید با اخلالگران می‌دهند.[۶] پس از آن فضای مدیریتی فوتبال امنیتی‌تر شد و دیگر هیچ‌یک از بازی‌های پرتماشاگر تیم‌های پایتخت در ورزشگاه امجدیه (شیرودی) (و هیچ‌یک از ورزشگاه‌های مرکز شهر) برگزار نشد.[۶]
- در سال ۱۳۷۰ دومین قرعه‌کشی روادید ژاپن در ایران توسط شرکت هواپیمایی ملی ایران به خاطر شمار فراوان درخواست‌کنندگان بلیت ژاپن در ورزشگاه امجدیه برگزار شد.[۱۷]

### یادبود ورزشکاران درگذشته
بر پایه یک رسم نانوشته، تشییع پیکر بسیاری از ورزشکاران و فوتبالیست‌های پیشکسوت تازه درگذشته در این ورزشگاه انجام می‌شود، که از میان نامورترین آنها می‌توان مراسم‌های زیر را نام برد:
- مراسم تشییع پیکر پرویز دهداری آذر ۱۳۷۱[۱۸]
- مراسم تشییع پیکر محراب شاهرخی در تاریخ ۱۳ بهمن سال ۱۳۷۱
- مراسم تشییع پیکر مجید سبزی در روز ۲۰ بهمن ۱۳۸۴[۱۹]
- مراسم تشییع پیکر بیوک جدیکار در روز ۲۹ آذر بهمن ۱۳۹۲[۲۰]
- مراسم تشییع پیکر غلامحسین مظلومی ۳۰ آبان ۱۳۹۳[۲۱]
- مراسم تشییع پیکر رضا احدی در تاریخ ۳۰ دی ماه ۱۳۹۴[۲۲]
- مراسم تشییع پیکر همایون بهزادی در تاریخ بهمن ۱۳۹۴[۲۳]
- مراسم تشییع پیکر منصور پورحیدری ۱۶ آبان ۱۳۹۵[۲۴]
- مراسم تشییع پیکر ابراهیم آشتیانی ۳ آبان ۱۳۹۶[۲۵]

## دیگر امکانات ورزشی ورزشگاه
سالن‌های کناری ورزشگاه فوتبال این مجموعه همچنان فعال هستند.
- سالن کشتی جهانبخت توفیق
- تالار چند منظوره افراسیابی (مهران)
- دو تالار بوکس
- تالار سرپوشیده
- ۱۰ زمین خاکی تنیس
- دو زمین چمن مصنوعی
- سالن کبکانیان برای ورزش‌های رزمی
- سالن‌های بدمینتون و پینگ‌پنگ
- دیوار سنگ‌نوردی مرحوم داودی
- تالار ژیمناستیک آذرپی
- سالن شمشیربازی کلاهدوز
- پیست دوومیدانی
- سالن تیراندازی
- تالار وزنه‌برداری
- سالن بدنسازی
- استخر روباز قهرمانی (قدیمی و کهن ترین استخر ایران)
- استخر شنای «۹ دی» به تازگی ساخته شده
- استخر تاجیکی (ویژه بانوان)
- استخر شهید حسن نوفلاح

## طرح بازسازی ورزشگاه
بافت فرسوده ورزشگاه شیرودی، کمبود فضای ورزشی، دسترسی‌های نامناسب برای استفاده از این مجموعه، کمبود فضای پارکینگ برای ورزشکاران، نبود فضای لازم برای تجهیز لوازم و امکانات ورزشی و کمبود فضای سبز از جمله مواردی بود که شرکت توسعه و نگهداری اماکن ورزشی ایران را بر آن برداشت تا طرح جامعی برای بازسازی این مجموعه در نظر بگیرد. برای این پروژه ۷ هزار میلیارد تومان هزینه بازسازی مجموعه ورزشی شهید شیرودی برآورده شده بود. در طرح اولیه قرار بود که گنجایش این ورزشگاه پس از بازسازی ۲۵ هزار نفری باشد که با مخالفت شورای تأمین استان تهران روبرو شد و گنجایش آن به حدود ۵ تا ۱۰ هزار تن محدود شد.
در تیر سال ۱۳۹۴ مدیر عامل شرکت توسعه و نگهداری برای تأمین مالی هزینه‌های بازسازی این مجموعه ورزشی از واگذاری بخشی از مجموعه ورزشی امجدیه به شهرداری تهران برای تجاری‌سازی خبر داد که با مخالفت‌های بسیاری روبرو شد.

## نگارخانه

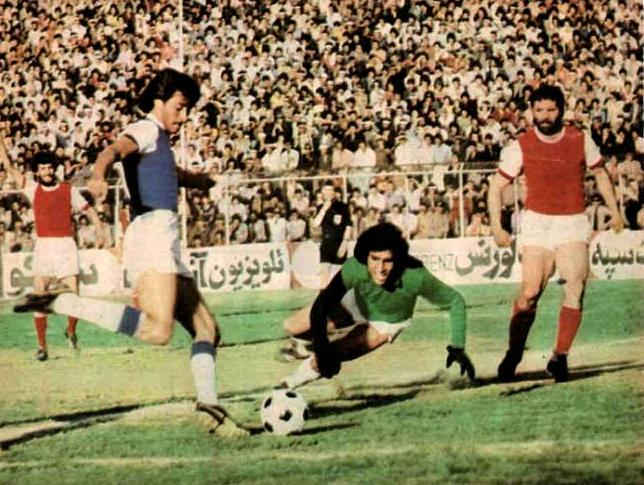
تصویری از دیدار دو تیم تاج و پرسپولیس (شهرآورد تهران) در ورزشگاه امجدیه
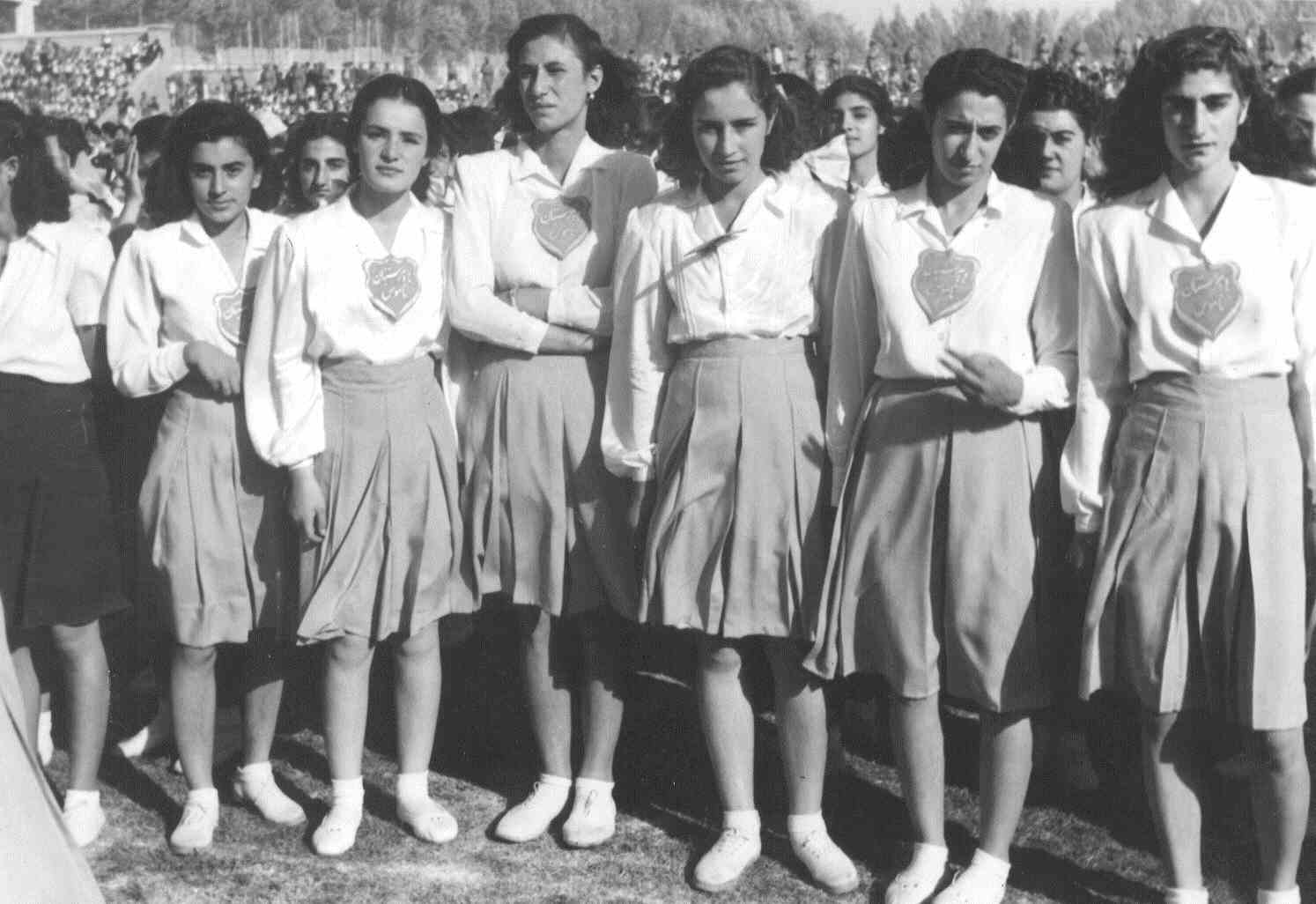
دان‍ش‌آم‍وزان دختر دب‍ی‍رس‍ت‍انی در م‍راس‍م ج‍ش‍ن چ‍ه‍ارم آب‍ان در ورزش‍گ‍اه ام‍ج‍دی‍ه، ۱۳۲۷
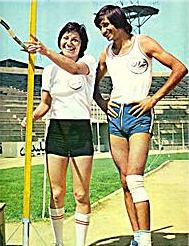
مریم صدارتی و تیمور غیاثی سال ۱۹۷۳ در ورزشگاه امجدیه
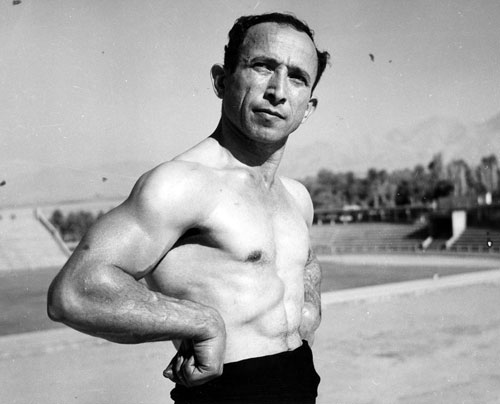
جعفر سلماسی نخستین مدال‌آور تاریخ المپیک ایران در استادیوم امجدیه
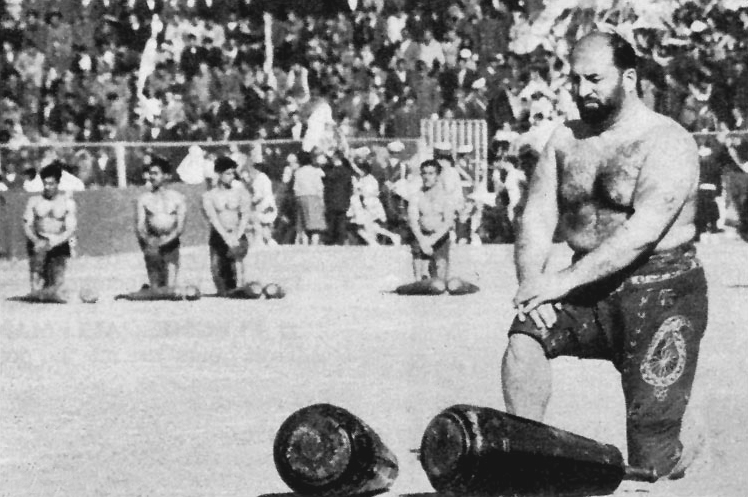
اجرای ورزش باستانی توسط شعبان جعفری در حضور ملکه الیزابت دوم در ورزشگاه امجدیه
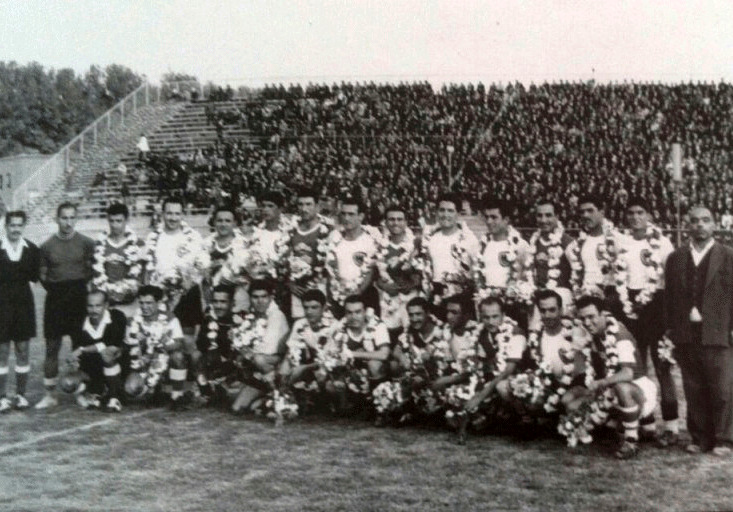
شهرآورد تاج و شاهین در ۱۳۳۵